# Kniphofia fluviatilis
Kniphofia fluviatilis là một loài thực vật có hoa trong họ Thích diệp thụ. Loài này được Codd miêu tả khoa học đầu tiên năm 1964.